# Thomas de Grey, 2. Earl de Grey

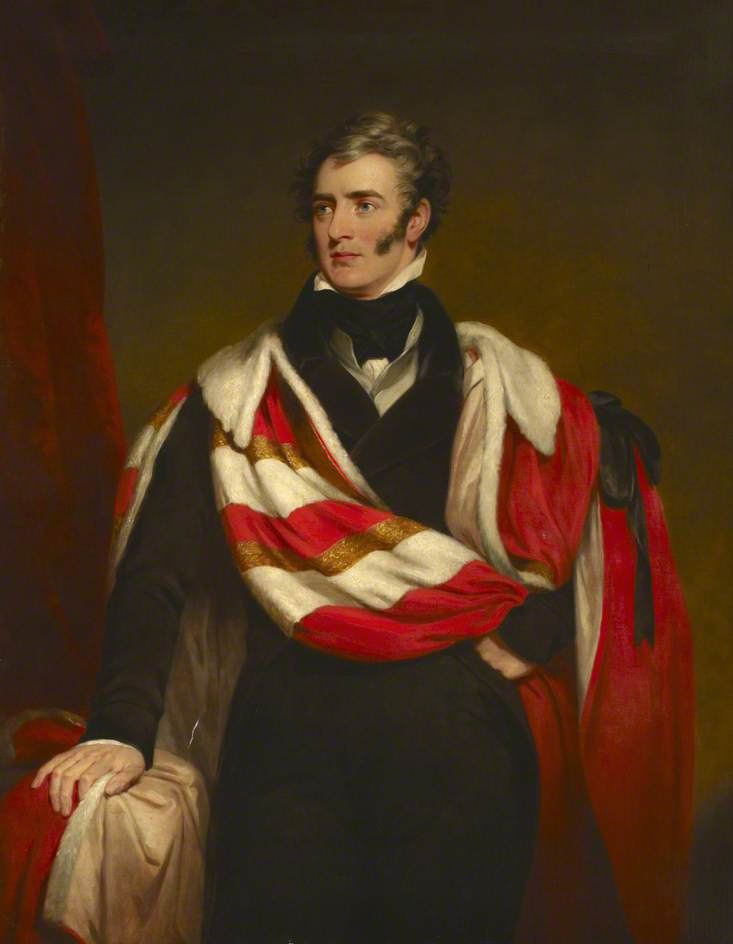
Thomas de Grey, 2. Earl de Grey

Thomas de Grey, 2. Earl de Grey (geborener Robinson, * 8. Dezember 1781; † 14. November 1859) war ein britischer Adliger und Politiker.

## Leben
Er war der älteste Sohn des Thomas Robinson, 2. Baron Grantham und der Lady Mary Jemima Yorke (1757–1830), jüngere Tochter des Philip Yorke, 2. Earl of Hardwicke und der Jemima Yorke, 2. Marchioness Grey.
Er war noch minderjährig, als er beim Tod seines Vaters 1786 dessen Adelstitel als 3. Baron Grantham erbte. 1792 erbte er beim Tod seines Cousins Sir Norton Robinson, 5. Baronet, dessen Adelstitel als Baronet, of Newby in the County of York, der 1690 seinem Großvater verliehen worden war.
Er wurde am St. John’s College der Universität Cambridge ausgebildet. Nachdem er volljährig wurde, nahm er seinen Sitz im House of Lords ein und änderte am 7. Mai 1803 mit königlicher Lizenz seinen Familiennamen von „Robinson“ zu „Weddell“.
Er gehörte der Partei der Tories an und war ab 1818 Lord Lieutenant von Bedfordshire. Von 1831 bis 1837 war er Yeomanry Aide-de-camp für König Wilhelm IV. und 1837 bis 1859 für Königin Victoria. 1834 bis 1835 war er First Lord of the Admiralty, ab 1834 Mitglied des Privy Council und 1841 bis 1844 Lord Lieutenant of Ireland. 1844 wurde er als Knight Companion des Hosenbandordens ausgezeichnet.
Beim Tod seiner Tante mütterlicherseits, Amabel Hume-Campbell, 1. Countess de Grey, erbte er am 4. Mai 1833 auch deren Adelstitel als 2. Earl de Grey und 6. Baron Lucas. Er änderte daraufhin mit königlicher Lizenz vom 23. Juni 1833 seinen Familiennamen von „Weddell“ zu „de Grey“.
Da sein einziger Sohn kinderlos vor ihm starb, erbte sein Neffe George Robinson, 2. Earl of Ripon, seine Adelstitel, mit Ausnahme der Baronie Lucas, die an seine ältere Tochter Lady Anne de Grey fiel.

## Ehe und Nachkommen
Am 20. Juli 1805 heiratete er Lady Henrietta Frances Cole (1784–1845), Tochter des William Cole, 1. Earl of Enniskillen. Mit ihr hatte er drei Kinder:
- Hon. Frederick William Weddell (um 1811–1831);
- Anne Florence de Grey, 7. Baroness Lucas (1806–1880) ⚭ 1833 George Cowper, 6. Earl Cowper;
- Lady Mary Gertrude de Grey († 1892), ⚭ 1832 Henry Vyner, Gutsherr von Gautby Hall in Lincolnshire.